# Juan Nakpil
Juan Felipe Nakpil y de Jesús (Quiapo, 26 de mayo de 1899 - Manila, 7 de mayo de 1986), conocido como Juan Nakpil, fue un arquitecto filipino. En 1973, el presidente Ferdinand Marcos lo declaró Artista Nacional de Filipinas.

## Biografía
Juan Nakpil nació el 26 de mayo de 1899 en Quiapo, en Manila.  Sus padres fueron Julio Nakpil, un compositor, y Gregoria de Jesús, una de las heroínas de la revolución filipina y viuda de Andrés Bonifacio. 
Después de graduarse de la escuela secundaria, estudió ingeniería civil en la Universidad de Filipinas durante dos años a partir de 1917.
Posteriormente estudió en Estados Unidos y Francia con la ayuda económica de su tío Ariston Bautista y Lin. En 1922 recibió su licenciatura en ingeniería civil de la Universidad de Kansas.  En 1925 se licenció en arquitectura en la École des Beaux-Arts de París y en 1926 obtuvo una maestría en arquitectura en la Universidad de Harvard.
Después de regresar a Filipinas, trabajó como arquitecto asistente para la Oficina de Obras Públicas.  En 1928, Nakpil empezó a trabajar para el estudio de arquitectura de Andrés Luna de San Pedro.    En 1930, Nakpil abrió su propio estudio de arquitectura. En 1953 el nombre de la agencia fue cambiado a "Juan F. Nakpil and Sons" luego de que se unieran sus tres hijos. En 1970, la oficina fue nombrada estudio de arquitectura del año.
Además de su trabajo como arquitecto, Nakpil también fue conferenciante y profesor de arquitectura. Fue profesor en el Instituto Tecnológico de Mapúa durante tres años y en la Universidad de Santo Tomás durante cinco años.
Nakpil murió en 1986, dos semanas y media antes de cumplir 87 años.    
Nakpil estuvo casado desde 1927 con Anita Agoncillo, Miss Filipinas en 1926, y tuvo cinco hijos con ella: Ariston, Francisco, Eulogio, Annie y Edith.

## Obras

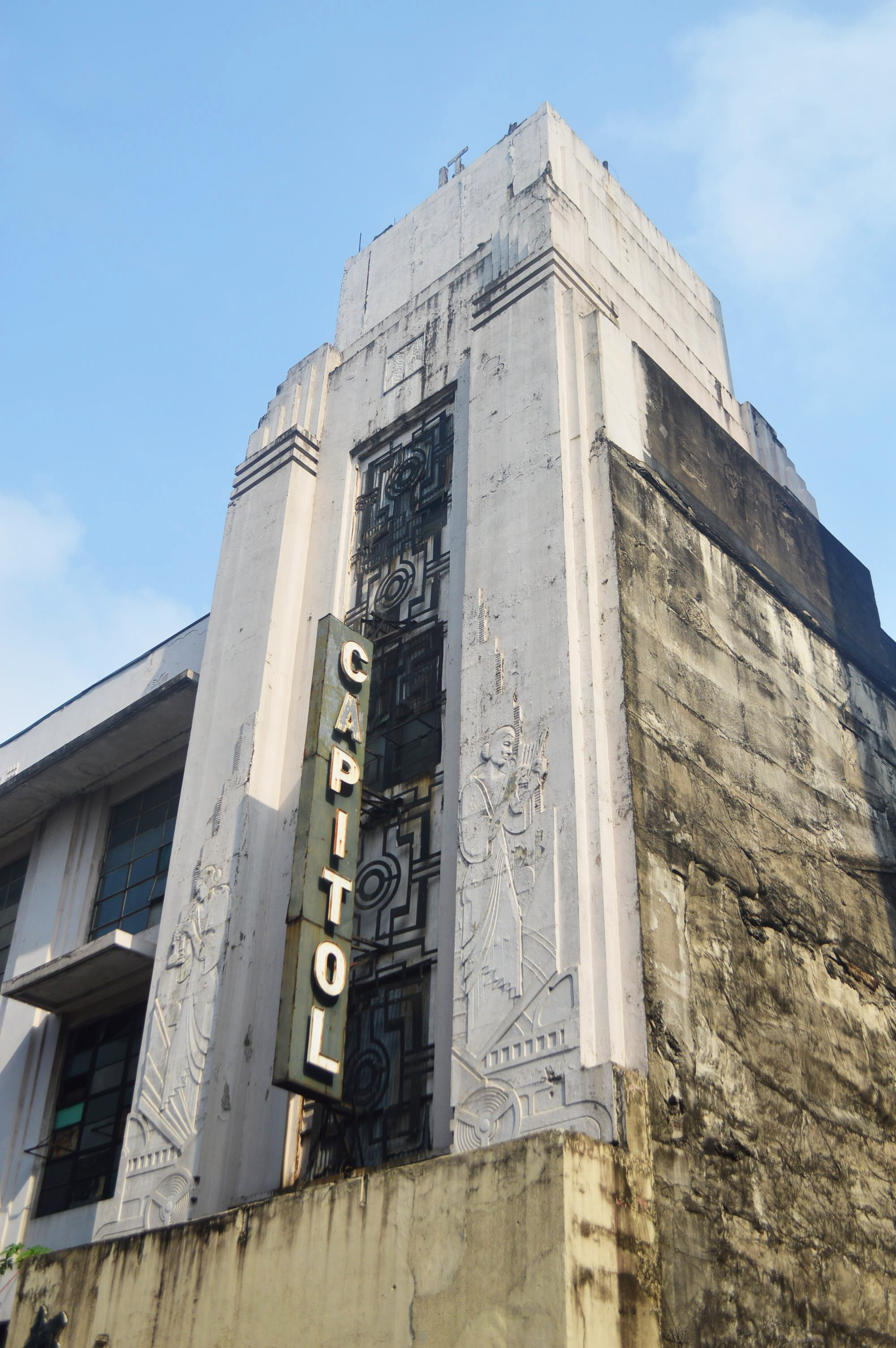
Capitol Theater

Nakpil diseñó muchos edificios famosos en Filipinas, como el altar del Congreso Eucarístico Internacional en 1939.
Algunas de las obras más importantes de Nakpil son el Edificio Gerónimo de los Reyes, el Edificio Magsaysay, Rizal Theater (construido en los '60 y demolido a finales de los '80),  Capitol Theater, Edificio Capitán Pepe, Manila Jockey Club, Edificio Rufino, Hotel Philippine Village, Quezon Institute, Biblioteca de la Universidad de Filipinas y el Monumento a José Rizal en Calambá.

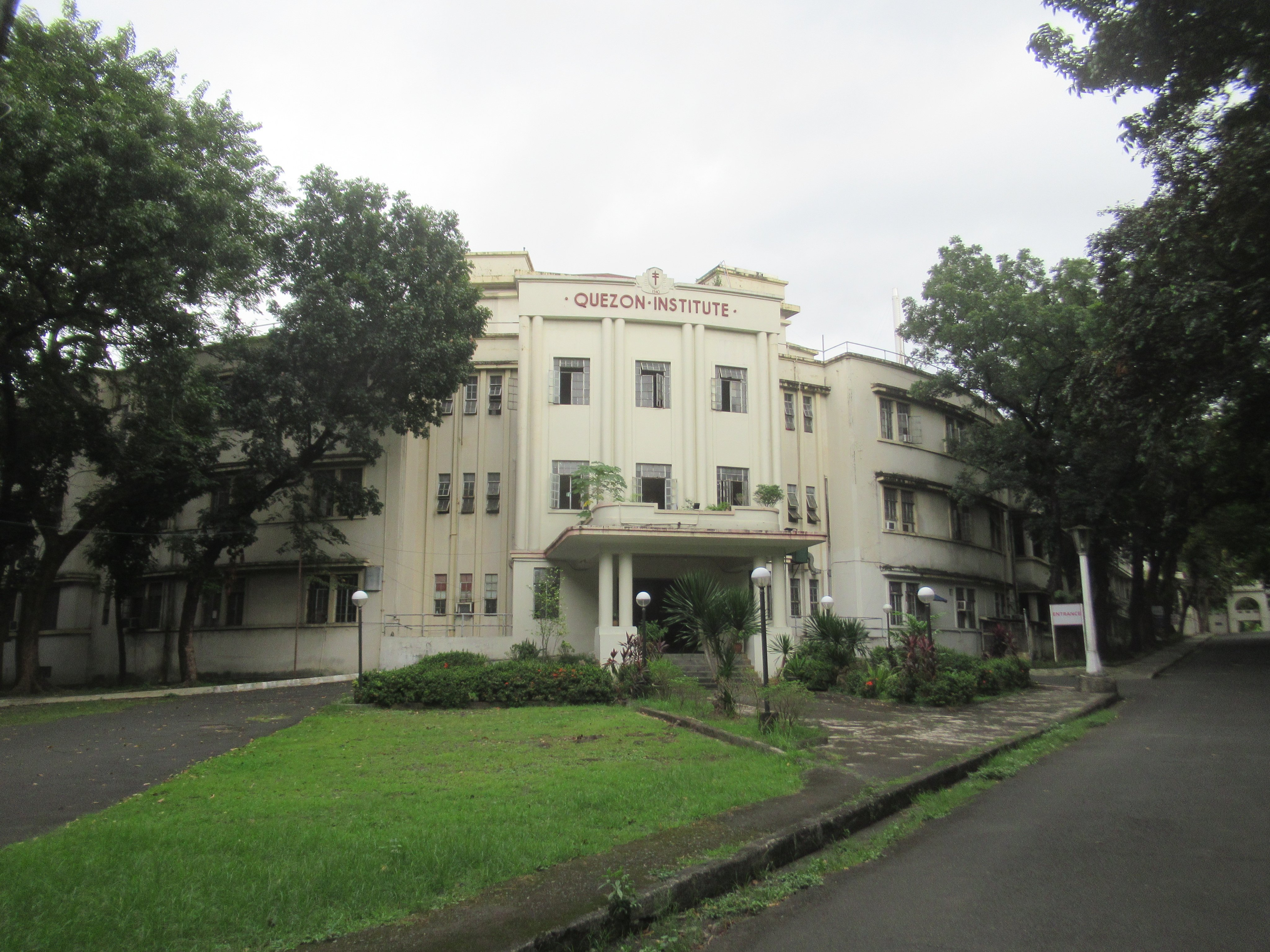
Fachada del hospital Quezon Institute

## Distinciones
Nakpil recibió numerosos premios por su trabajo.
- "Arquitecto del Año" en 1939, 1940 y 1946.
- Medalla de Oro al Mérito del Instituto de Arquitectos en 1950.
- Caballero de la Legión de Honor en Francia (1955).
- Medalla Presidencial al Mérito otorgada por el presidente Ramon Magsaysay (1955).
- Premio Rizal Pro Patria (1972).
- Artista Nacional de Filipinas, declarado por el presidente Ferdinand Marcos (1973).[1]